# Lena Nilsson
Ruth Lena Nilsson, född 4 januari 1962 i S:t Görans församling i Stockholm, är en svensk skådespelare.

## Biografi
Nilsson gick ut Teaterhögskolan i Stockholm 1990. Efter studierna har hon stått mycket på scen, mest Dramaten men även Plaza och Galeasen, samtliga dessa belägna i Stockholm. På Dramaten medverkade hon i föreställningar som Edward Albees Variationer på Zoo Story, Albees Tre långa kvinnor, Ibsens Vildanden och Arthur Miller En handelsresandes död. 2001 regisserade hon den egna pjäsen Lotta för Konsthögskolan på Kilenscenen vid Kulturhuset i Stockholm. Hon var med och startade Teater Plaza 1994. Nilsson tilldelades 2019 Guldbaggen för bästa kvinnliga biroll för rollen som Simone i filmen Videomannen.
Nilsson har varit sambo med skådespelaren Örjan Ramberg och de har en son född 1998. Tillsammans med Erik Grönberg fick hon 2002 sonen Einár.

## Filmografi
- 1988 – P.S. sista sommaren
- 1988 – Råttornas vinter
- 1989 – Badhuset
- 1990 – Nigger
- 1991 – De nøgne træer
- 1992 – En fågel i handen
- 1993 – Roseanna
- 1993 – Polis polis potatismos
- 1995 – Sommaren
- 1995 – Urladdning
- 1997 – Jag är din krigare
- 1998 – Det sjunde skottet
- 1999 – Lusten till ett liv
- 2003 – Flugan comédie absurde
- 2005 – Krama mig
- 2009 – I taket lyser stjärnorna
- 2018 – Videomannen

### TV-produktioner
- 1992 – Rederiet (TV-serie)
- 1995 – Radioskugga (TV-serie)
- 1997 – Tre långa kvinnor (TV-serie)
- 1998 – Aspiranterna (TV-serie)
- 1998 – Glöm inte mamma! (TV-serie)
- 1998 – OP7 (TV-serie)
- 2001 – Kaspar i Nudådalen (TV-serie)
- 2008 – Åkalla (TV-serie)
- 2010 – Morden i Sandhamn – I de lugnaste vatten (TV-serie)
- 2021 – Maria Wern – Ondskans djupa rot (TV-film)

## Teater

### Roller (ej komplett)
| År   | Roll                  | Produktion                                                                                     | Regi                  | Teater                   |
| ---- | --------------------- | ---------------------------------------------------------------------------------------------- | --------------------- | ------------------------ |
| 1986 |                       | Ballad om en skärbräda Staffan Göthe                                                           | Åsa Melldahl          | Riksteatern              |
| 1991 | Wendy                 | Peter Pan J.M. Barrie                                                                          | Jackie Söderman       | Dramaten                 |
| 1995 | C                     | Tre långa kvinnor (Three Tall Women) Edward Albee                                              | Björn Melander        | Dramaten                 |
| 2000 | Gina Ekdal            | Vildanden Henrik Ibsen                                                                         | Stefan Larsson        | Dramaten                 |
| 2003 | Goneril               | Kung Lear (King Lear) William Shakespeare                                                      | Stefan Larsson        | Dramaten                 |
| 2005 | Dolly                 | Tolvskillingsoperan (Die Dreigroschenoper) Bertolt Brecht och Kurt Weill                       | Lars Rudolfsson       | Stockholms stadsteater   |
| 2006 | Deborah Kransmo       | Temperance Staffan Göthe                                                                       | Rickard Günther       | Stockholms stadsteater   |
| 2007 | Candida               | Rock'n'roll Tom Stoppard                                                                       | Margareta Garpe       | Stockholms stadsteater   |
| 2010 | Sidonie von Grasenabb | Petra von Kants bittra tårar (Die bitteren Tränen der Petra von Kant) Rainer Werner Fassbinder | Hugo Hansén           | Stockholms stadsteater   |
| 2010 | Chebeba               | Aniara Harry Martinson                                                                         | Lars Rudolfsson       | Stockholms stadsteater   |
| 2012 | Alma Ekdahl           | Fanny och Alexander Ingmar Bergman                                                             | Stefan Larsson        | Dramaten                 |
| 2018 | Kvinnan               | Ur svenska hjärtans djup Kristian Hallberg                                                     | Tobias Hagström-Ståhl | Teater Galeasen          |
| 2022 | Mrs Braddock          | Mandomsprovet (The Graduate) Terry Johnson                                                     | Sunil Munshi          | Kulturhuset Stadsteatern |